# Devil May Cry 2
Devil May Cry 2 je akční adventura z roku 2003, kterou vyvinula a vydala společnost Capcom. Hra byla vydávána mezi lednem a březnem pro PlayStation 2. Později se hra dostala i na novější konzole. Z hlediska chronologického pořadí se události hry odehrávají po hře Devil May Cry a před hrou Devil May Cry 4.

## Příběh
Děj se odehrává v moderní době na fiktivním ostrově Vie de Marli a soustředí se na lovce démonů Danteho a strážkyni ostrova Lucii, kteří se snaží zabránit obchodníkovi jménem Arius, aby vzkřísil démona Argosaxe a získal neomezenou moc. Příběh je vyprávěn především prostřednictvím směsice cutscén využívajících herní engine a několika předrenderovaných full motion videí.

## Vývoj a vydání
Hra Devil May Cry 2 byla vytvořena jiným týmem, který neměl dostatek zkušeností, a její produkce byla problematická, což se odrazilo na jejím přijetí.
Hra vyšla na konci ledna 2003 pro konzoli PlayStation 3.
Hra se dočkala smíšených recenzí a byla kritizována za řadu rozhodnutí, díky nimž se výrazně lišila od svého předchůdce. Mezi kritizované části patřila snížená obtížnost a změny Danteho osobnosti.
Navzdory tomu byla hra Devil May Cry 2 komerčně úspěšná, zavedla řadu konvencí série a motivovala vývojářský tým ke zlepšení své práce a setrvání u série i v dalších dílech.